# Spam (maträtt)

SPAM logo.

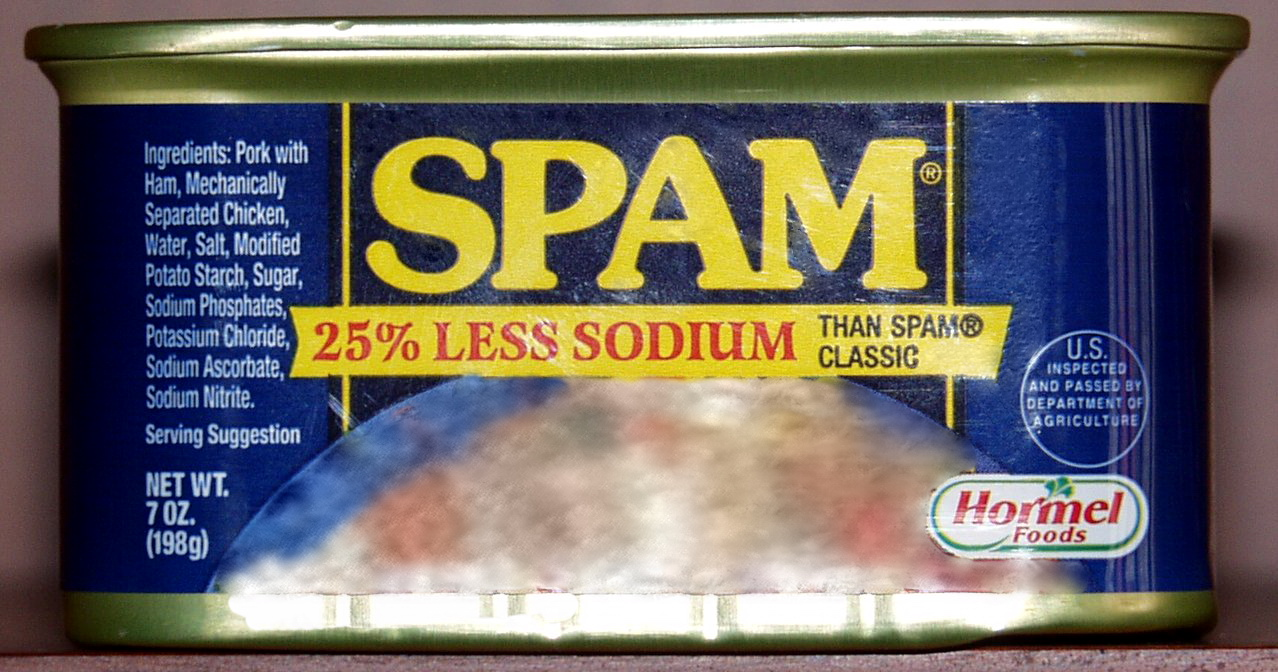
En burk SPAM.

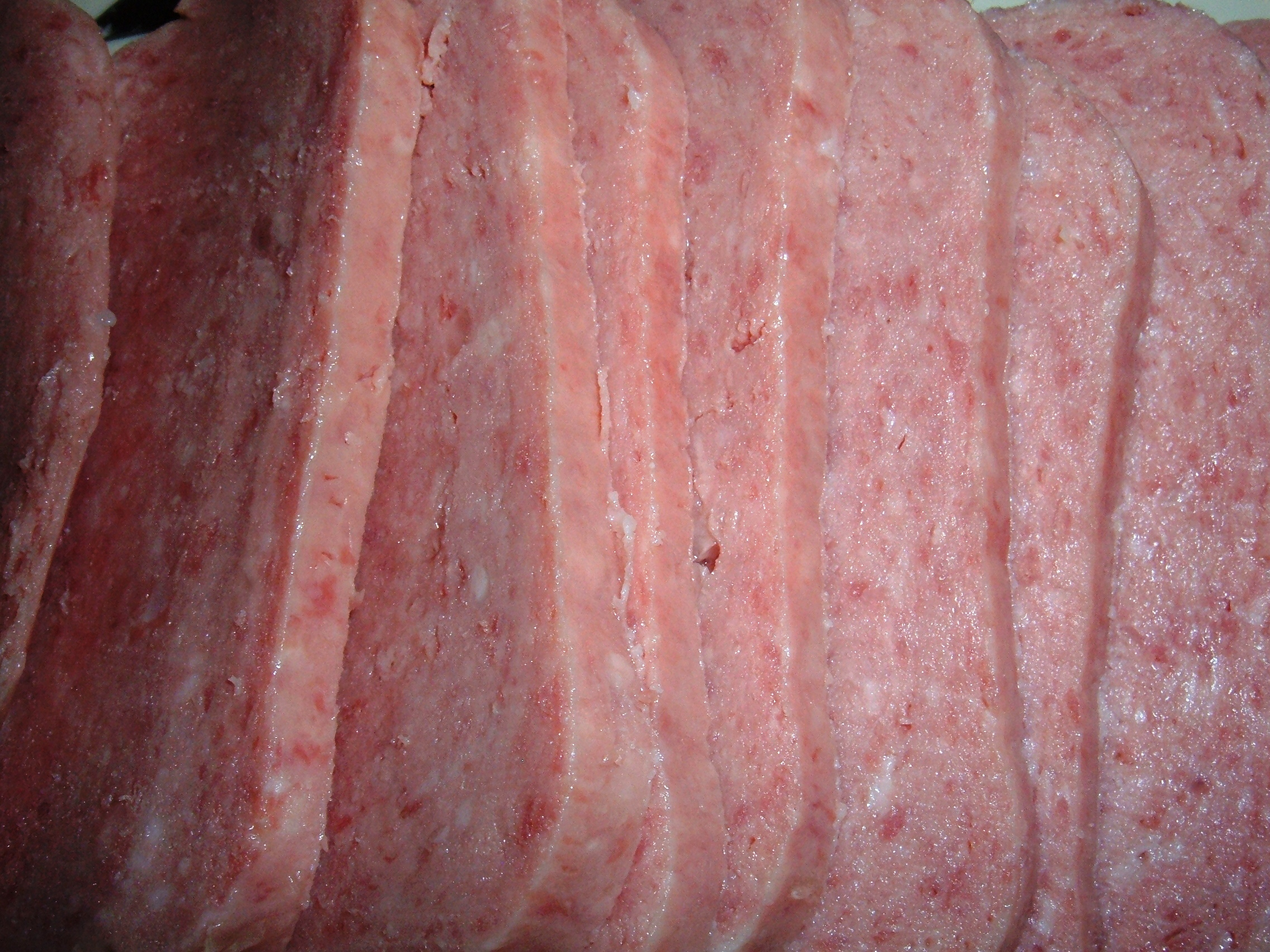
Skivad Spam

Spam (även burkskinka, presskinka) är konserverat pressat (det vill säga processat) kött tillverkat av Hormel sedan 1937. I andra säsongen av Monty Pythons TV-serie Monty Pythons flygande cirkus finns ett avsnitt med namnet Spam och en sketch där det upprepade användandet av maträttens namn har givit namn åt internetföreteelsen som på svenska även heter skräppost.

## Historik och rykte
Namnet Spam angavs av Hormel från början vara en sammandragning av spiced ham (kryddad skinka), men företagets officiella ståndpunkt är numera att Spam är ett produktnamn, som inte är en akronym eller förkortning.
Spam användes flitigt under andra världskrigets slutskede av amerikanska trupper. Konserverna var nödvändiga för deras näringsinnehåll men lär ha smakat vidrigt i längden. Det är en enkel vara, som i USA stundom klassats som skräpmat. Elaka tungor har därför uttolkat Spam som en förkortning för something posing as meat ("något som utger sig för att vara kött").

## Annat processat/pressat kött
Skinka kan enligt svensk lagstiftning vara en av flera produkter, inkluderat pressat kött av olika slag. En modern spam-liknande produkt är det som ibland går under benämningen "pizzaskinka".